# Чарлз Брадли
Чарлз Брадли е американски музикант и певец в стиловете фънк, соул и ритъм енд блус.
Изпълненията и музиката му продължават традицията на класическия фънк и соул от 1960-те и 1970-те години.
Израства в бедност в Ню Йорк, район Бруклин. Първата му работа е като готвач в щата Мейн. Впоследствие става главен готвач в психиатрична клиника в щата Ню Йорк. Следващите 17 години прекарва като готвач в Калифорния, като същевременно пее в разни музикални състави.
След много тежки моменти в живота си се отказва от дотогавашната си професия, завръща се в Ню Йорк и решава да преследва музикална кариера. Първият му албум излиза едва през 2011 година, но с него се превръща в уважаван фънк изпълнител.
Чарлз Брадли умира в Ню Йорк на 23 септември 2017 година от рак на стомаха.

## Албуми
- No Time for Dreaming (2011)
- Victim of Love (2013)
- Changes (2016)

## Сингли
- Take It As It Come, Pt. 1 / Take It As It Come, Pt. 2 (2002)
- Now That I’m Gone (Look How You’re Crying) / Can’t Stop Thinking About You (2004)
- This Love Ain’t Big Enough for the Two of Us (2006)
- The World (Is Going Up in Flames) / Heartaches and Pain (2007)
- The Telephone Song (2008)
- No Time for Dreaming / Golden Rule (2010)
- Every Day Is Christmas (When I’m Lovin’ You) / Mary’s Baby (2010)
- Heart of Gold / In You (I Found a Love) (2011)

## Филми
- Charles Bradley: Soul of America von Poull Brien (2012)[3] – документален филм